# جرائم بحق السلام

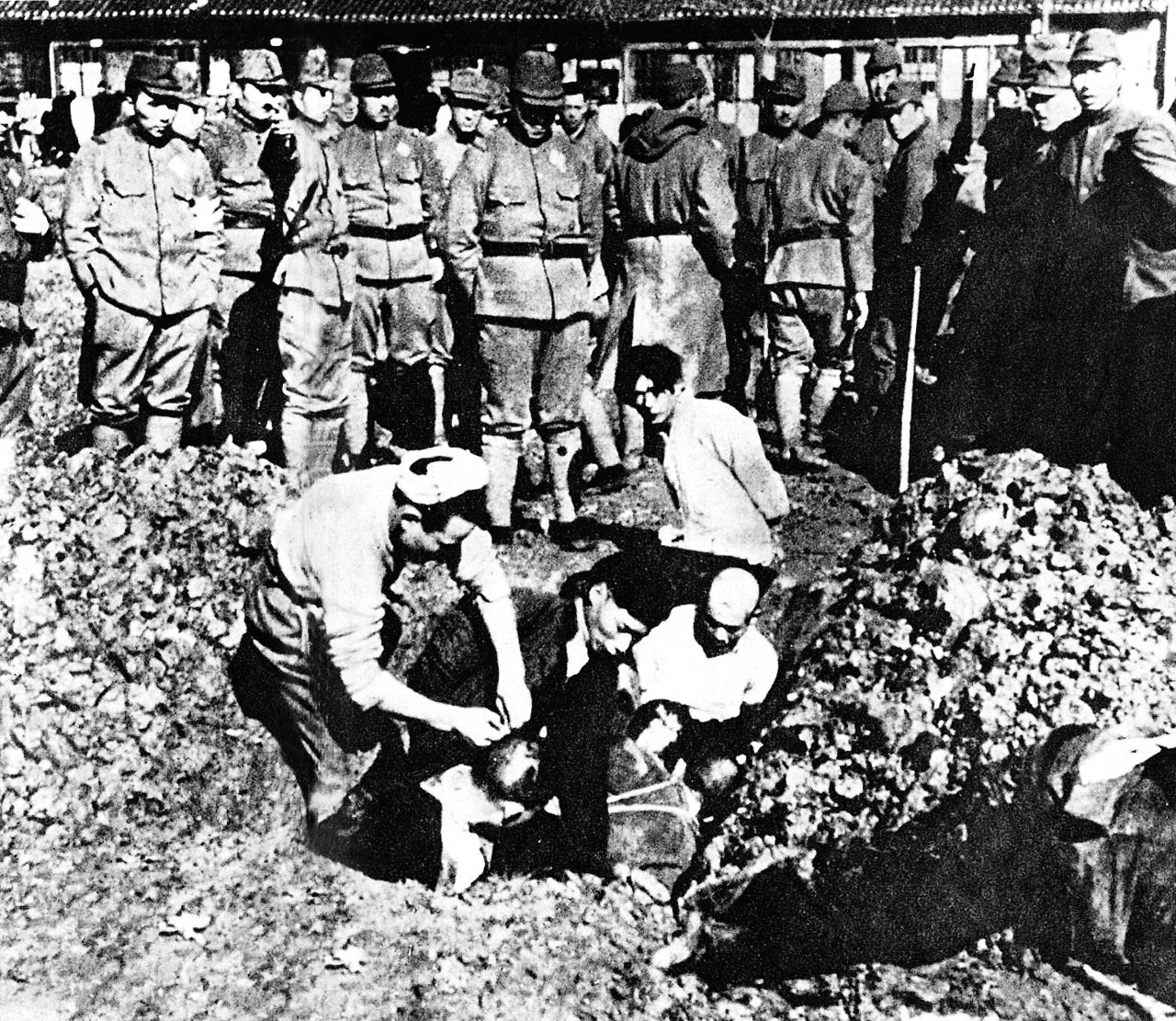
صوره لجنود صينين تم دفنهم و هم أحياء على يد الجنود اليابانيون

جرائم بحق السلام في القانوان الدولي يشير إلى الأستعداد، التحضير، البدء، أو شن حروب عدوانية فيها انتهاك للمعاهدات الدولية، إتفاقات، ضمانات، أو المشاركة في خطة مشتركة أو مؤامرة لإنجاز أي مما سبق. تعريف الجريمة بحق الإنسانية السابق أدرج لأول مرة في مبادئ نورمبرغ وضم لاحقا إلى ميثاق الأمم المتحدة. وهذا التعريف لعب دورا في تعريف العدوان بأنه حرب عدوانية.